# Rio Longá
Pour les articles homonymes, voir Longa.
Le Rio Longá est un fleuve situé dans l’État de Piauí, au nord-est du Brésil.

## Description
La rivière Longá est un cours d'eau qui baigne l'État de Piauí. Il prend sa source dans la lagune de Mato ou Longá, dans la municipalité d'Alto Longá, à une altitude de 150 mètres. Il coule du sud au nord et s'étend sur 320 kilomètres. Son parcours commence à Alto Longá, passe par Coivaras, Altos, Campo Maior, Nossa Senhora de Nazaré, Boqueirão do Piauí, Boa Hora, Barras, Batalha, Esperantina, Piracuruca, Joaquim Pires et Buriti dos Lopes, où il se termine.